# Emphylica diaphana
Emphylica diaphana is een vlinder uit de familie van de grasmotten (Crambidae), uit de onderfamilie van de Pyraustinae. De wetenschappelijke naam van deze soort is voor het eerst voorgesteld als Phlyctaenodes (Loxostege) diaphana door Aristide Caradja in een publicatie uit 1934.
De soort komt voor in China (Guangdong, Zhejiang).